# Insurrection de Villeurbanne
Seconde Guerre mondiale
Libération de la France
L'insurrection de Villeurbanne est un mouvement insurrectionnel visant à libérer la ville française de Villeurbanne de l'occupation allemande en 1944, du 24 au 26 août.
Durant trois jours, des Villeurbannais insurgés, encadrés des partisans de l'Union des juifs pour la résistance et des FTP-MOI, vont affronter les soldats de la garnison lyonnaise et de la 11e Panzerdivision, notamment dans le quartier des Gratte-ciel, autour de l'Hôtel de ville,.

## Déroulement

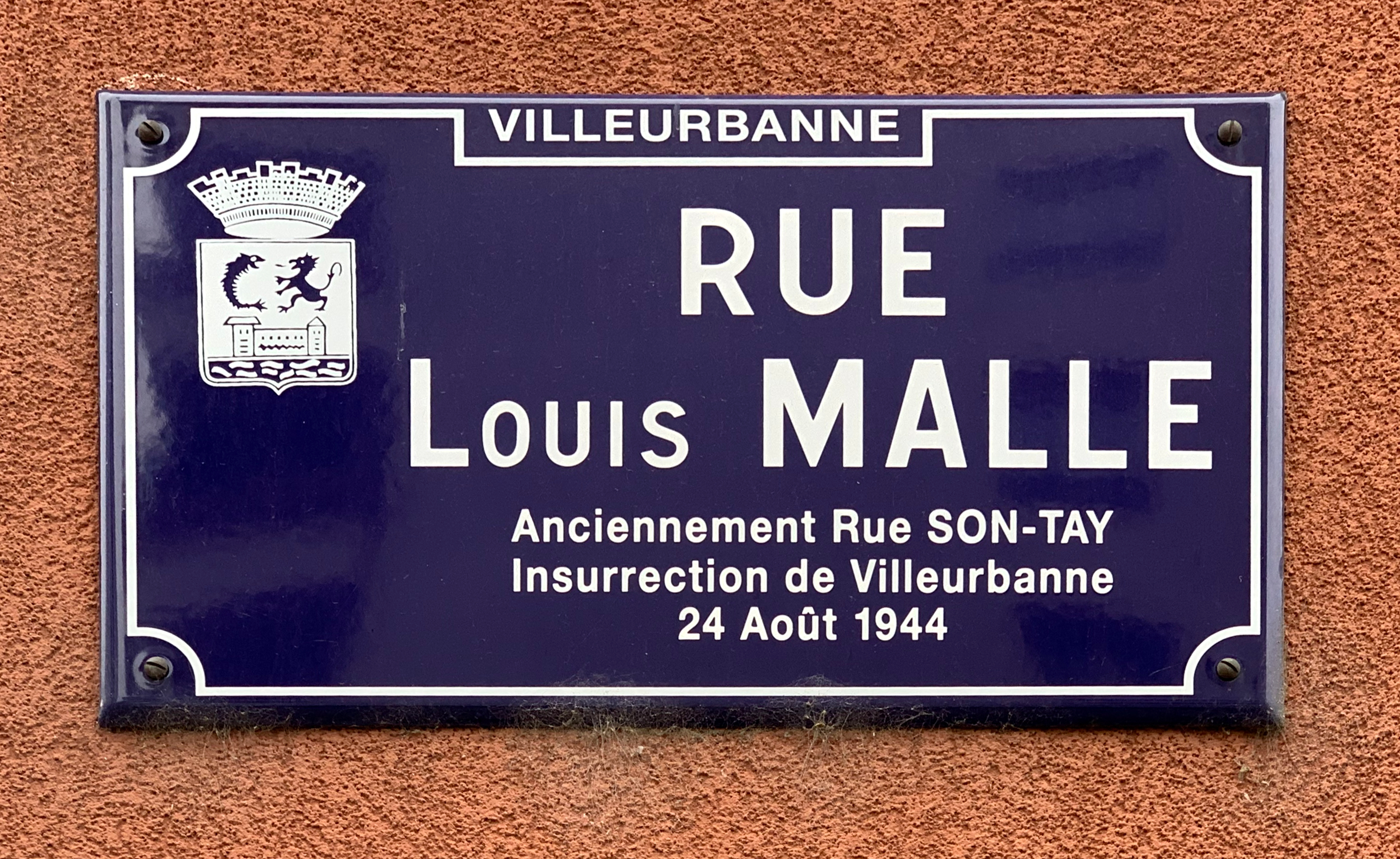
Plaque de la rue Louis Malle anciennement Rue Son-Tay où a commencé l'insurrection de Villeurbanne le 24 août 1944.

L'insurrection débute par une opération limitée conjointe des FTP-MOI « Carmagnole » et « Liberté » et des groupes de combat de l'UJRE et de l'UJJ. Environ quatre-vingts combattants se rejoignent le 24 août au matin devant le garage de la Préfecture de police, situé rue Son-Tay, à côté du parc de la Tête d'Or. Le parc sert alors de zone de regroupement aux Allemands qui se replient après le débarquement de Provence. Peu discrets, les Résistants se font repérer, et un combat s'engage avec des troupes allemandes. Les Résistants se replient à Villeurbanne, sans que les Allemands n'engagent la poursuite, surestimant sans doute les forces en présence.
La population villeurbannaise prend les FTP-MOI et UJRE pour une colonne de maquisards descendus des maquis alentour pour libérer la ville. Les fenêtres s'ouvrent, les rues pavoisent, et des centaines de Villeurbannais acclament les Résistants devant l'hôtel de ville de Villeurbanne. Ce déchaînement de la foule n'est pas prévu et les Résistants hésitent face à la situation. Néanmoins, afin de ne pas perdre la face vis-à-vis de la population et sans attendre les ordres de la direction du FTP, le capitaine Lamiral (Henri Krischer, à la tête des FTP-MOI de Lyon-ville) décide de lancer l'insurrection, après avoir obtenu l'accord du commandant de la région HI4, Georges Grünfeld dit « commandant Lefort », un peu contraint par les événements. Il installe son PC à l'hôtel de ville et ordonne la construction de barricades, qui couvrent rapidement la ville. Un comité de libération de la ville est formé. Les attaques allemandes restent plutôt faibles, testant le dispositif des insurgés.
Des émissaires sont envoyés un peu partout afin d'obtenir une aide immédiate, car les responsables de la situation savent que, vu les moyens dérisoires dont disposent les insurgés, la répression allemande peut vite tourner au bain de sang. Des renforts sont demandés au maquis du col de la Croix-du-Ban (commune de Pollionnay), au 5e bataillon FTP-MOI basé au lycée Vaucanson à Grenoble, et même à Alger où l'on demande des parachutages de toute urgence.
Au matin du vendredi 25 août, un système défensif s'est organisé sur le territoire de la commune, et déborde même sur Lyon. Des barricades encerclent l'hôtel de ville, la place des Maisons-Neuves, la place Grandclément, jalonnent le cours Émile-Zola, le cours Lafayette/Tolstoï, s'étendent aux quartiers de Lyon (Brotteaux, Montchat, Part-Dieu, jusqu'à Monplaisir, près de l'Hôpital Grange-Blanche), ainsi que vers Vaulx-en-Velin et Bron. Mais leur défense est dérisoire : malgré les 2 000 insurgés, regroupés en « milices patriotiques » et encadrés par des combattants aguerris des divers mouvements de résistance, chaque barricade ne dispose que de quelques fusils, et rarement de fusils mitrailleurs. Les insurgés sont dépourvus d'armes lourdes. Même rejointe par des groupes divers venus de Vaulx-en-Velin, Saint-Fons, Vénissieux, l'insurrection manque cruellement de moyens.
Le 26 août, les Allemands décident de mettre fin à l'insurrection. Dès 4 h 45, les blindés allemands commencent à remonter le cours Émile-Zola. La destruction d'un pâté de maisons place de la Bascule et l'exécution de plusieurs civils qui tentent de s'en échapper est signe d'une volonté de destruction de la part des forces d'occupation, face à une population trop spontanément entrée en sympathie avec les Résistants. Malgré une tentative d'extension de l'insurrection à la totalité de l'agglomération lyonnaise et l'envoi d'une colonne à Vénissieux (lieu de la plus importante cache d'armes des FTP-MOI), tout se concentre sur Villeurbanne. L'une après l'autre, les barricades tombent. Les Allemands ont recours à l'artillerie, des obus tombent, tirés depuis le pont de la Guillotière, Grange Blanche, Bron. Les combats s'intensifient, à Vénissieux et à Grange Blanche, où des blindés tirent sur les barricades et mettent en déroute la population civile, effrayée. Vers 19 h, le commissaire Klein informe le comité de libération de la ville de l'ultimatum imposé par le colonel von Versen, commandant de la place de Lyon : sous une heure, les barricades doivent être démontées, et les combats doivent cesser, sans cela des représailles seront entreprises contre la population civile. Un accord intervient, et en l'échange des prisonniers allemands, les combattants peuvent s'échapper vers l'Est. Ils feront la jonction avec des maquisards de Savoie à Pont-de-Chéruy, où ils fusionnent sous le nom de « bataillon Henri-Barbusse ».
Les troupes allemandes reprennent le contrôle de Villeurbanne à l'issue des trois jours, mais la ville sera définitivement libérée quelques jours plus tard, le 2 septembre 1944.